# Larry Regan
Larry Regan (ur. 9 sierpnia 1930 w North Bay, zm. 9 marca 2009 w Ottawie) – kanadyjski hokeista występujący na pozycji skrzydłowego, trener. W latach 1956–1961 występował w NHL w barwach Boston Bruins i Toronto Maple Leafs, a w latach 1970–1972 trenował Los Angeles Kings.

## Kariera klubowa
- Ottawa Senators (1947–1952)
- Shawinigan-Falls Cataracts (1952–1953)
- Johnstown Jets (1953)
- Quebec Aces (1953–1956)
- Boston Bruins (1956–1958)
- Toronto Maple Leafs (1958–1961)
- Pittsburgh Hornets (1961–1962)
- Baltimore Clippers (1965–1966)

## Kariera trenerska
- Pittsburgh Hornets (1961–1962)
- Etobicoke Indians (1966–1967)
- Los Angeles Kings (1970–1972)

## Sukcesy
- Allan Cup Allan Cup 1949 z Ottawa Senators
- Calder Memorial Trophy (1957)
- 136 punktów w NHL
- 5 sezonów NHL w barwach Boston Bruins i Toronto Maple Leafs